# Unionoida
Unionoida — ряд двостулкових молюсків підкласу Палеогетеродонтові (Palaeoheterodonta). Ряд налічує понад 900 прісноводних видів, що поширені по всьому світі (за винятком Антарктиди). Представники ряду відомі з раннього девону.

## Опис
Це в основному великі молюски — до 20 см завдовжки.

## Спосіб життя
Unionoida мешкають в озерах, річках і струмках, фільтруючи воду у пошуках органічних часточок. Личинки цих молюсків є паразитами риби або земноводних, проте не спричиняють шкоди своїм господарям.

## Класифікація
Склад ряду Unionoida за системою Bouchet et al., 2010:
- Надродина †Archanodontoidea Modell, 1957
  - Родина †Archanodontidae Modell, 1957
- Надродина Etherioidea Deshayes, 1832
  - Родина Etheriidae Deshayes, 1832 (syn: Mulleriidae, Pseudomulleriidae)
  - Родина Iridinidae Swainson, 1840 (syn: Mutelidae, Pleiodontidae)
  - Родина Mycetopodidae Gray, 1840 (40—50 видів)
- Надродина Hyrioidea Swainson, 1840
  - Родина Hyriidae Swainson, 1840
- Надродина †Trigonioidoidea Cox, 1952
  - Родина †Trigonioididae Cox, 1952
  - Родина †Jilinoconchidae Ma, 1989
  - Родина †Nakamuranaiadidae Guo, 1981 (syn:Sinonaiinae, Nippononaiidae)
  - Родина †Plicatounionidae Chen, 1988
  - Родина †Pseudohyriidae Kobayashi, 1968
  - Родина †Sainschandiidae Kolesnikov, 1977
- Надродина Unionoidea Rafinesque, 1820
  - Родина Unionidae Rafinesque, 1820
  - Родина Liaoningiidae Yu & Dong, 1993
  - Родина Margaritiferidae Henderson, 1929 (syn:Margaritaninae, Cumberlandiinae, Promargaritiferidae)
  - Родина †Sancticarolitidae Simone & Mezzalira, 1997